# 다마가젤
다마가젤(Dama Gazelle, 학명: Nanger dama)은 소과에 속하는 가젤 중 하나이다. 몸길이 약 150cm에 몸무게가 40~90kg 정도이고 목과 등은 약간 붉은빛을 띄는 갈색, 그 외의 몸 색깔은 흰색, 꼬리 끝은 검은색, 성숙한 가젤의 머리는 흰색이다. 가젤 중에서 가장 큰 가젤이다. 관목의 싹과 풀을 좋아하며, 게레눅처럼 물을 안 마시고도 오래 살 수 있다. 수명은 약 12년이며, 출산기간은 190일, 최대 600마리까지 무리를 이룬다. 사하라 사막과 수단에서 서식하며, 밀렵으로 수가 급격히 줄고 있어 큰 문제가 되고 있다.

## 사진

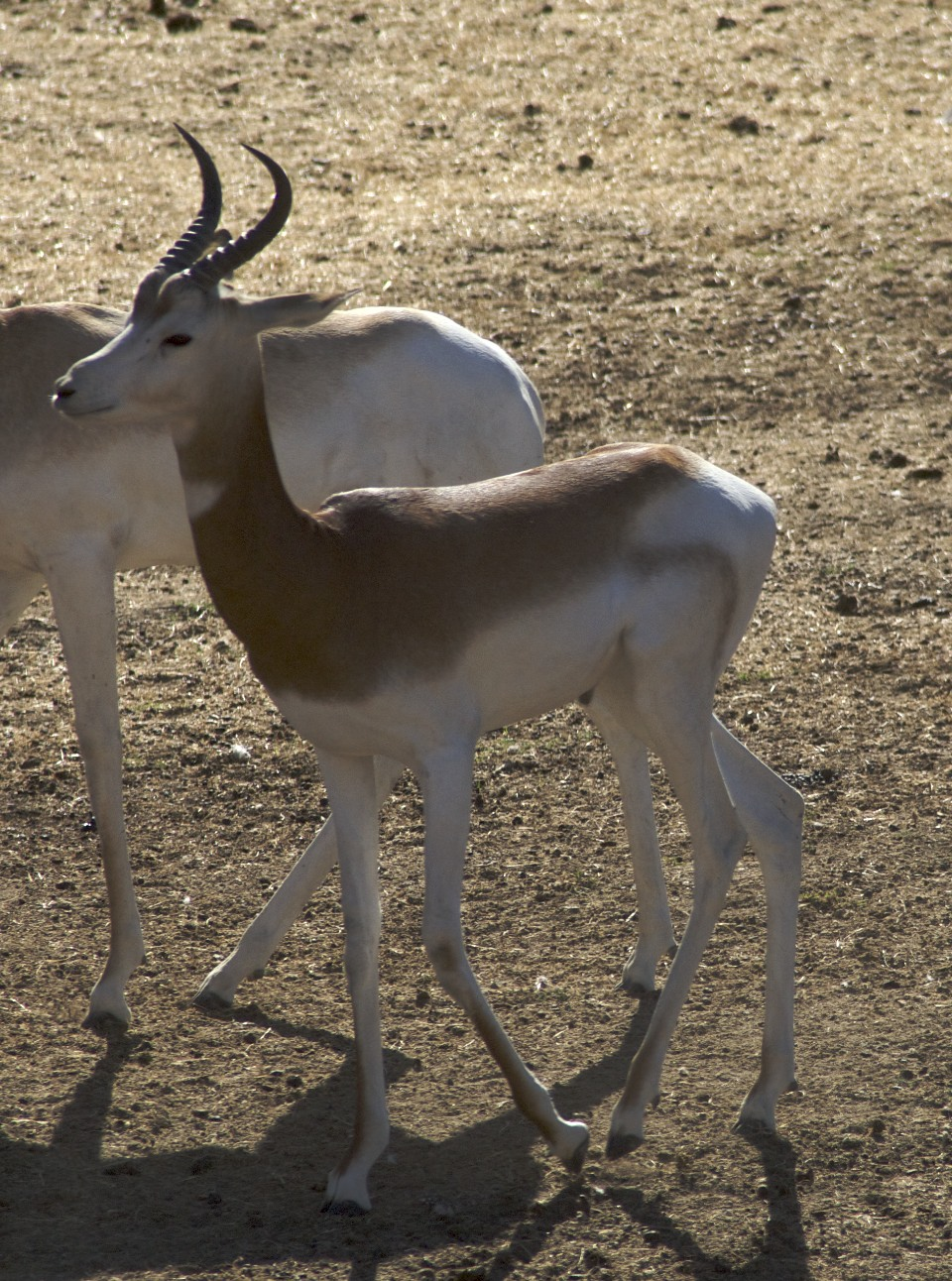
어린 다마가젤 개체의 모습